# تتياشت (بني بشير)
تتياشت هي إحدى مشيخات المملكة المغربية، تتبع جغرافيا لإقليم الحسيمة وإداريًا لبني بشير. يقدر عدد سكانها بـ 2981 نسمة حسب الإحصاء الرسمي للسكان والسكنى لسنة 2004.